# Batería de Zuazo

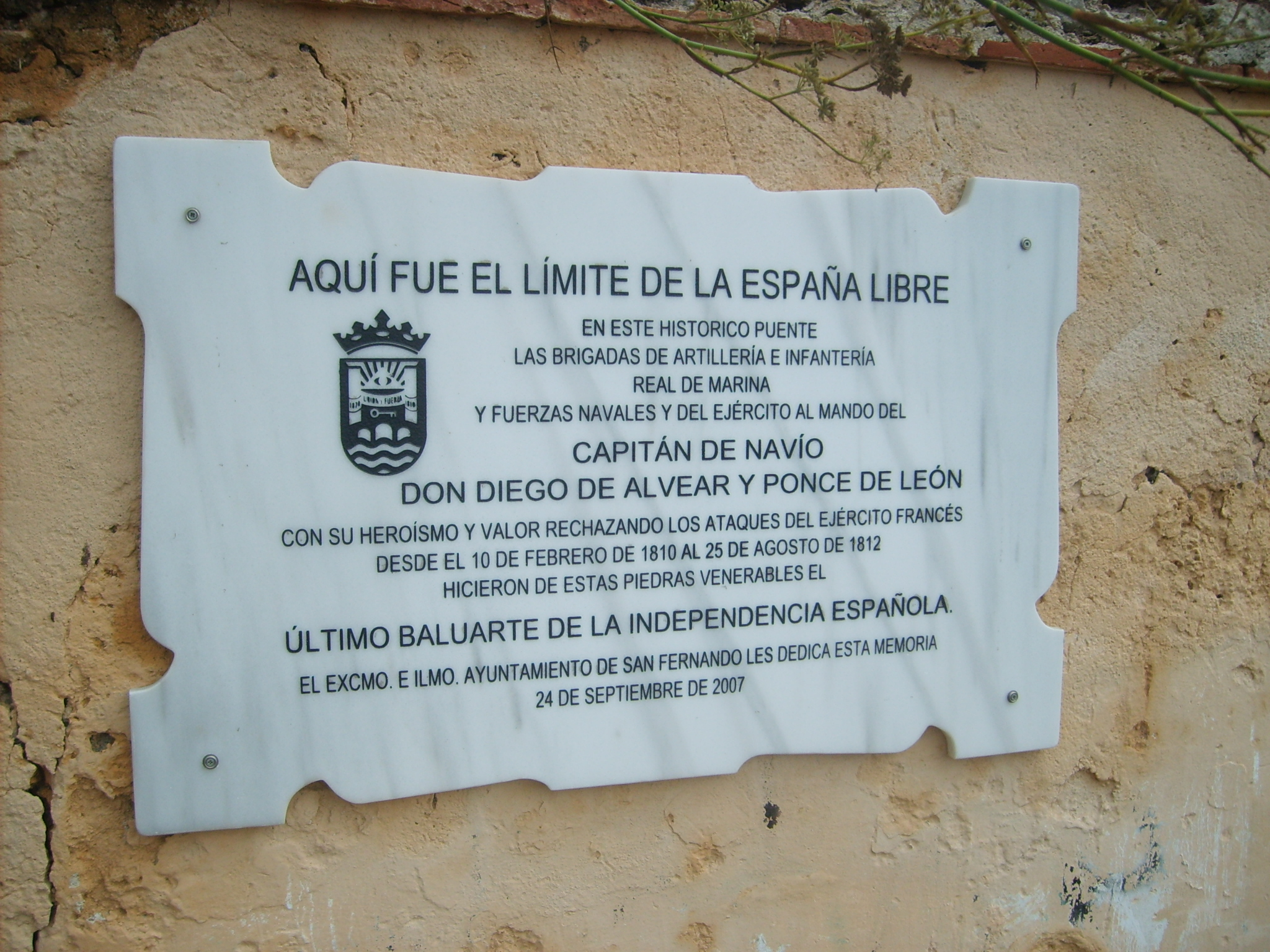
Placa conmemorativa de la defensa de San Fernando (10 de febrero de 1810 - 25 de agosto de 1812), colocada en la Batería de Zuazo

La batería de Zuazo o Suazo (también llamada como del Caballero Zuazo) es un antiguo baluarte defensivo situada en la localidad de San Fernando (Cádiz, España). Se encuentra junto al puente Zuazo, en la orilla oeste del caño de Sancti Petri, que separa a San Fernando de la vecina Puerto Real. Dado que el puente Zuazo es la entrada de la ciudad isleña, la batería es la primera construcción del municipio por la entrada peninsular; aunque su situación de abandono (cosa que le pasa a otros baluartes y baterías de la ciudad) le hace no ser muy conocido. Afortunadamente será rehabilitado junto al puente y al Real Carenero, antigua atarazana situada frente al baluarte de Zuazo, en la orilla opuesta.

## Historia

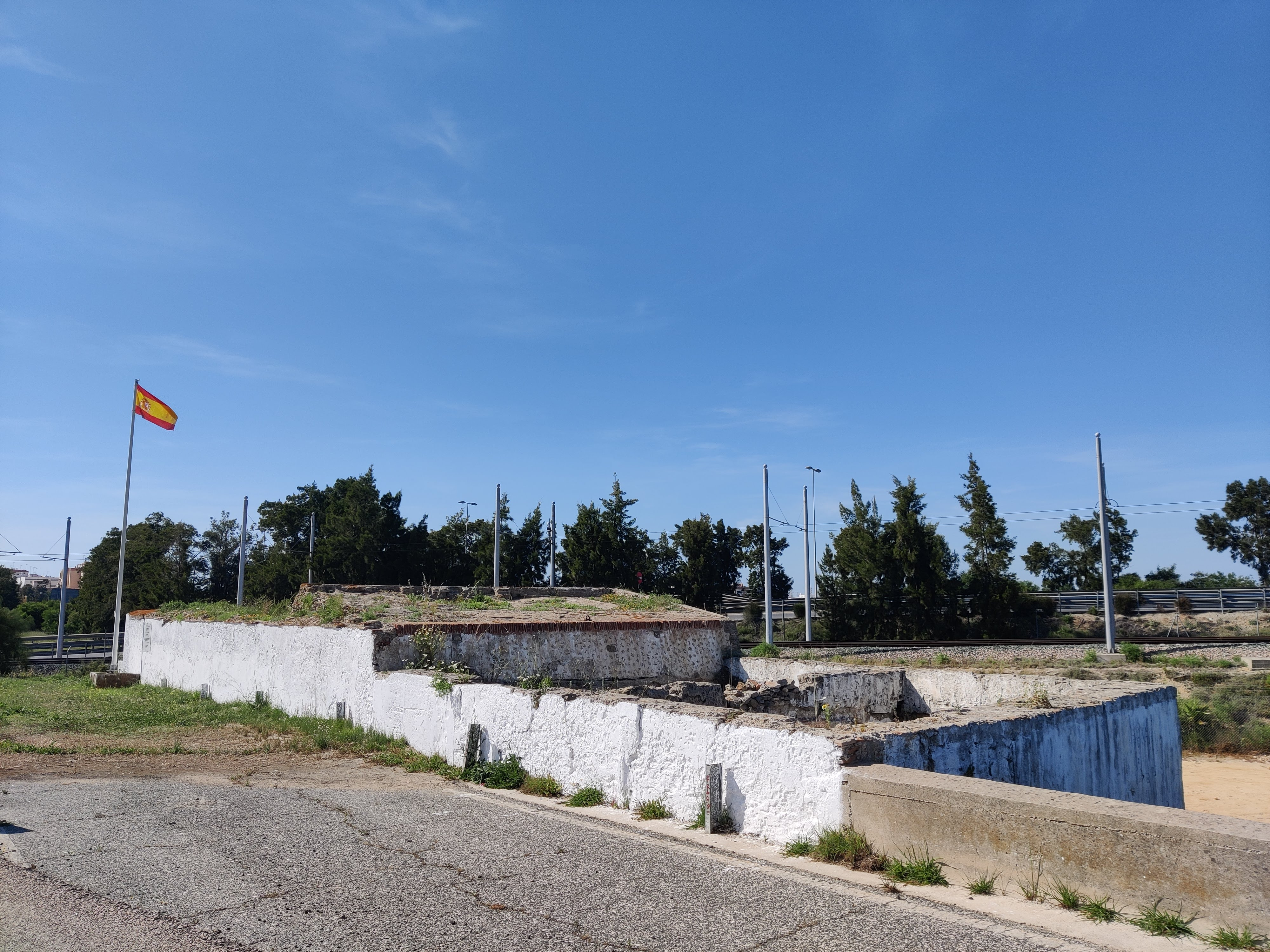
Baluarte

Su construcción data de tiempos del rey Felipe II, en el siglo XVI, con la función de defender la Real Villa de la Isla de León (la actual San Fernando) del ataque de buques que entraban por el caño de Sancti Petri y del ataque de tropas provenientes de la península (San Fernando, junto con Cádiz, está situada en una isla separada del resto de España por el caño de Sancti Petri y comunicada con esta por el puente Zuazo). Su primera prueba de fuego fue el ataque anglo-holandés a Cádiz, el año 1625. La batería de Zuazo quedó protegida con tropas al mando de Luis de Portocarrero, corregidor de Jerez, y por el Marqués de Copranis, jugando un papel muy importante en la defensa de las islas gaditanas. Aunque fue el sitio napoleónico, entre 1810 y 1812, el combate más importante en el que se utilizó esta batería, ya que en el puente Zuazo se libraron algunos de los combates más importantes del sitio. El baluarte de Zuazo estuvo guarnecido por aproximadamente una veintena de soldados al mando de un sargento y artillada con cuatro cañones de diferente calibre. A mediados del siglo XIX la batería quedó prácticamente destruida.
En el ayuntamiento de Cádiz se conserva un escudo que anteriormente se encontraba en la batería. En 2009 se encontraron 16 cañones, probablemente del siglo XVIII.

## Conservación
Tras su destrucción, a mediados del siglo XIX, lo que supuso una pérdida para el patrimonio de la ciudad de San Fernando, tan solo ha llegado hasta nuestro tiempo la parte izquierda del flanco anejo al Caño de Sancti Petri. Se encuentra en estado de ruina consolidada. Está previsto su rehabilitación para la conmemoración del bicentenario de las Cortes de Cádiz, dentro del plan municipal Almenasur.

## Protección
Está protegida por Decreto del 22 de abril de 1949, y la Ley 16/1985 sobre el Patrimonio Histórico Español y, desde 1993, por la Junta de Andalucía. 